# Pietuszki
Pietuszki (ros. Петушки́) – miasto w obwodzie włodzimierskim, w Rosji. Centrum administracyjne rejonu pietuszyńskiego. W 2008 liczyło 14,9 tys. mieszkańców.
Znajduje tu się stacja kolejowa Pietuszki, położona na nowym szlaku Kolei Transsyberyjskiej.

## Położenie
Zlokalizowane na lewym brzegu Klaźmy, 67 km na płd-zach. od Włodzimierza i 120 km na wschód od Moskwy. Stacja kolejowa na magistrali łączącej Moskwę z Niżnim Nowgorodem. W okolicy złoża piasku, gliny i torfu.

## Historia

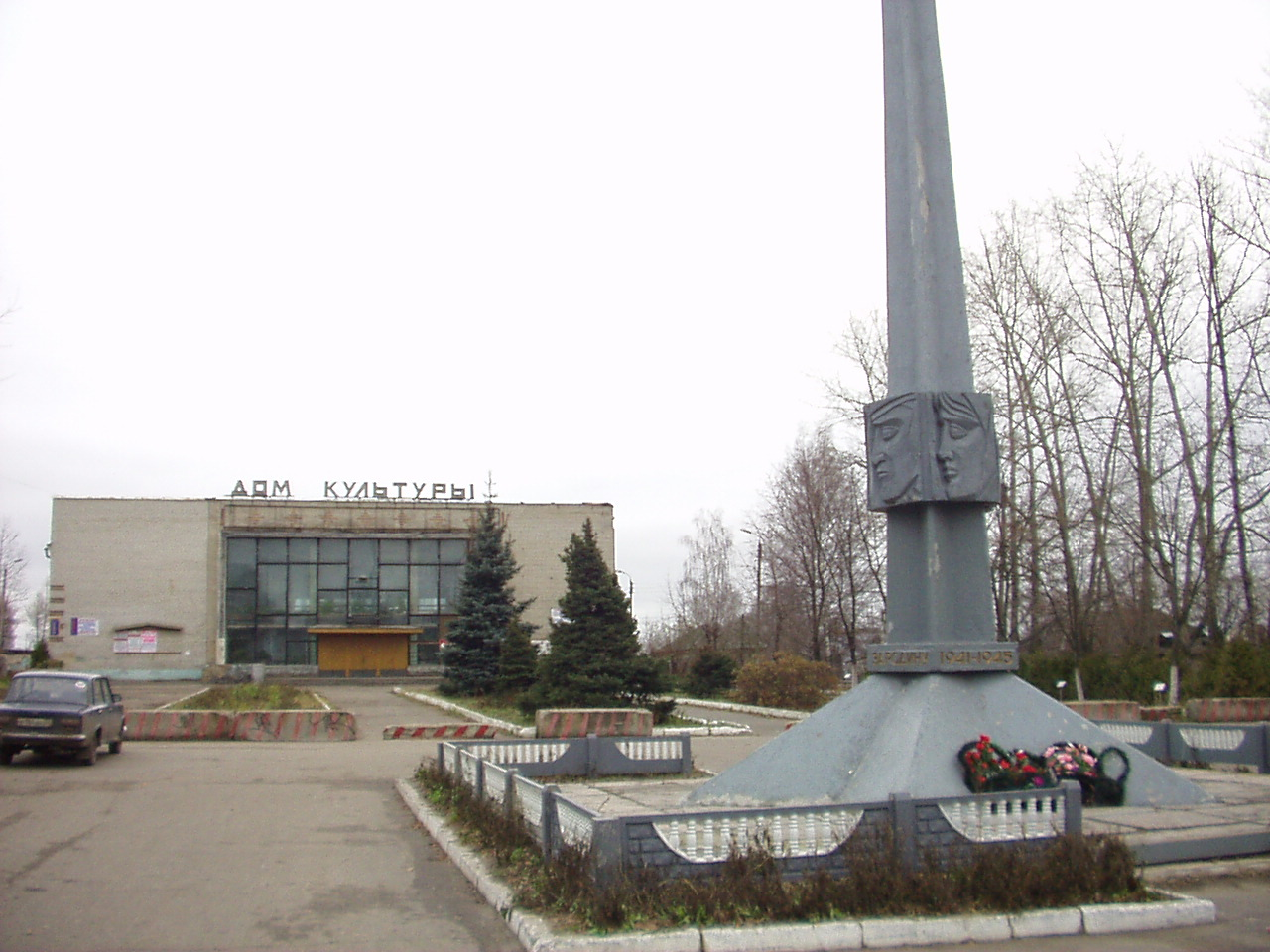
Centrum miasta (2003)

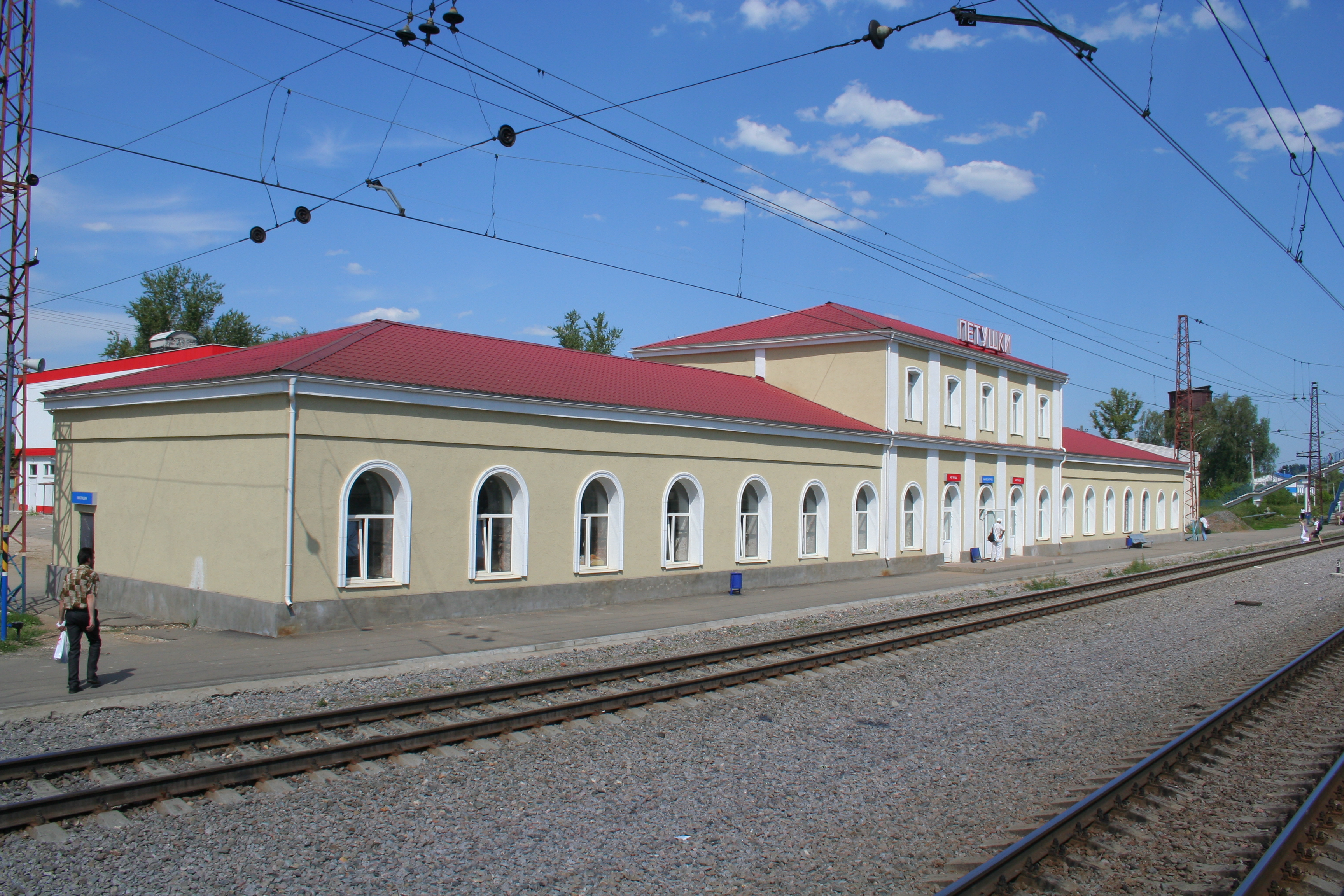
Pietuszki – dworzec kolejowy

Powstało jako osiedle kolejowe przy uruchomionej w 1861 stacji kolejowej Pietuszki, która wzięła nazwę od położonej w pobliżu wsi (współcześnie Stare Pietuszki). 
W 1926 zmieniono nazwę na Nowe Pietuszki. W 1965 prawa miejskie, już z aktualną nazwą Pietuszki.